# Midlothian Country Club
De Midlothian Country Club is een countryclub in de Verenigde Staten. De club werd opgericht in 1898 en bevindt zich in Midlothian, Illinois. De club beschikt over een 18-holes golfbaan en werd ontworpen door de golfbaanarchitect Herbert Tweedie.

## Golftoernooien
In 1901 ontving de club met het Western Open voor de eerste keer een golftoernooi. In de eerste halve eeuw van 1900 ontving de club meermaals verscheidene golftoernooien waaronder het US Open en US Women's Amateur.
Voor het golftoernooi is de lengte van de baan voor de heren 6091 m met een par van 71. De course rating is 72,4 en de slope rating is 134.
- Western Open: 1901, 1969 & 1973[4]
- Western Amateur: 1901 & 1917[4]
- Women's Western Amateur: 1907, 1911 & 1915[4]
- US Women's Amateur: 1907[4]
- US Open: 1914[4]
- Women's Western Open: 1931[4]
- Women's Western Junior: 1938[4]
- Hagen Invitational: 1939[4]
- Victory National Open: 1948[4]

## Trivia
- Naast een golfbaan beschikt de club ook over een zwemcomplex.[5]